# Poor Cow – Geküßt und geschlagen
Poor Cow – Geküßt und geschlagen ist ein britischer Spielfilm aus dem Jahre 1967 von Ken Loach, der hiermit sein Langfilmdebüt gab und seinen Ruf als meisterlicher Beobachter sozial-desperater Verhältnisse und Ungleichgewichte in seiner Heimat manifestierte. Nell Dunn lieferte im selben Jahr die Romanvorlage und arbeitete auch am Drehbuch mit.

## Handlung
Die Geschichte spielt in Unterschichtskreisen des zeitgenössischen (1960er Jahre) Großbritannien. Die blonde Joy ist gerade 18 Jahre alt und somit volljährig geworden, als sie ihren nur wenig älteren Freund Tom heiraten will. Sie entstammt zerrütteten, kleinbürgerlichen Verhältnissen: Die Mutter hat beträchtliche Alkoholprobleme und der Vater treibt sich herum. Joy will diesen Verhältnissen entfliehen, erkennt jedoch nicht, dass sie vom Regen in die Traufe gerät: Joy wird bald von Tom schwanger, und ihr frisch Angetrauter beginnt Joy zu schlagen und zu demütigen. Ihre Ehe droht ebenso lieblos zu werden wie die ihrer Eltern. Tom, der schon einmal vier Jahre lang im Gefängnis saß, gerät erneut auf die schiefe Bahn, nachdem er bei einem großen Raubüberfall erwischt wurde. Nun sind Joy und ihr kleiner Sohn Johnny ganz auf sich allein gestellt. Nachdem sie sich kurzzeitig ein Zimmer mit ihrer Tante Emm, einer alternden Prostituierten, geteilt hat, zieht Joy bei Dave ein, einem von Toms kriminellen Kumpanen. Dave scheint ganz anders als Tom, er zeigt sich Joy gegenüber als zärtlich und verständnisvoll. Doch die Idylle ist nicht von langer Dauer: Auch Dave wird bei einem seiner Raubzüge, bei dem eine Frau schwer in Mitleidenschaft gezogen wurde, erwischt und muss sogar für zwölf Jahre hinter Gitter. Angesichts seines langen Vorstrafenregisters scheint eine vorzeitige Entlassung unwahrscheinlich. Joy will jedoch Dave treu bleiben. Sie kehrt in die Behausung von Tante Emm zurück, schreibt ihrem Dave regelmäßig und möchte sich von Tom scheiden lassen.
Um sich und ihr Kind über Wasser zu halten, nimmt Joy einen Job als Bedienung an, arbeitet als Model für einen zwielichtigen Fotografen und beginnt sich auch auf verschiedene andere Männer einzulassen. Ihr gefällt die Aufmerksamkeit, die sie beim anderen Geschlecht erregt, und sie lässt sich auch gern von anderen Männern beschenken. Den letzten Schritt, sich zu prostituieren, will sie jedoch nicht gehen. Joy beginnt sich mehr und mehr in ihrem bisherigen Leben zu langweilen und träumt davon, sich finanziell wie sozial zu verbessern. Als Tom freigelassen wird, kehrt Joy zu ihm zurück, nachdem er ihr versprochen hat, dass sie ihre kleine, schäbige Wohnung hinter lassen könne und stattdessen in ein modernes, schick eingerichtetes Haus einziehen werde. Doch die schmutzige Realität der Vergangenheit kehrt mit aller Wucht zurück: Eines Abends, nachdem Tom sie mehrmals geschlagen hat, geht Joy allein aus. Als sie zurückkommt, sitzt Tom vor dem Fernsehgerät, und der kleine Johnny ist verschwunden. Joy sucht verzweifelt nach dem Jungen und findet ihn schließlich allein auf einem Abbruchgelände, wohin er zum Spielen hingegangen ist. Als Joy erkennt, wie viel Johnny ihr bedeutet, beschließt sie, trotz des Missbrauchs, bei seinem Vater Tom zu bleiben, träumt aber insgeheim weiterhin von einer Zukunft mit Dave.

## Produktionsnotizen
Gedreht in London, feierte Poor Cow seine britische Premiere am 5. Dezember 1967. Die deutsche Erstaufführung fand am 13. September 1968 statt, im deutschen Fernsehen wurde Poor Cow erstmals am 19. November 1973 im ZDF gezeigt.
Die Produktionskosten beliefen sich auf etwa 210.000 bis knapp 230.000 Pfund. Allein in Nordamerika spielte Poor Cow etwa 1,4 Millionen $ ein und war damit neben dem Kritikererfolg auch ein kommerzieller Erfolg.

## Wissenswertes
Malcolm McDowell gab hier sein Filmdebüt, die Szenen mit ihm fielen allerdings der Schere zum Opfer.

## Kritiken
Trotz der ambitionierten Absicht des Regie-Debütanten Loach, wurde dessen Erstling nur mit gemischten Reaktionen bedacht. Nachfolgend sechs Beispiele:
Renata Adler suchte Parallelen zu der kurz zuvor erschienen britischen sozialrealistischen Komödie Alfie und schrieb in der New York Times: „Leute, denen Alfie gefallen hat, werden wahrscheinlich auch Poor Cow mögen. (…) Die Ähnlichkeit des Films mit Alfie liegt in seiner Vorstellung von jungen Arbeitern, die durch eine Zeit des Wohlstands von der harten Notwendigkeit der Arbeit befreit wurden und ein leeres Leben führen … bis ihre Attraktivität endet und sie ohne wirkliche Mittel sich selbst überlassen sind. (…) Joy und Alfie werden romantisiert und haben einen Mangel an Individualität.“
Auf Der Spiegel wirkte der Film „bisweilen etwas ungelenk“
Roger Ebert wiederum rieb sich am desperaten Grundton des Filmstoffs: „Kenneth Loach liefert eine giftige, schonungslose Untersuchung des britischen Lebens und bietet nicht den geringsten Funken Hoffnung für die Zukunft. Sein Ansatz vermeidet die Botschaft und soziale Bedeutung der Arbeiterfilme, während er deren Thema übernimmt. Er vermeidet auch den Humor der neuen Komödien, während er deren subversive, respektlose Haltung übernimmt.“
Richard Roud nannte wie Ebert aus eben diesem Grund den Film „absolut fürchterlich“ und kritisierte in The Guardian „die ermüdend offensichtlichen Dokumentaraufnahmen, die ständig eingefügt wurden, um die Hässlichkeit der Umgebung unseres Paares zu betonen.“
Halliwell‘s Film Guide schrieb: „Fiktive Dokumentation im Fernsehstil, dazu gedacht einem die Nase in den Morast zu reiben. Innovativ und gelegentlich bemerkenswert, aber nicht sonderlich sympathisch“.

„Schon der erste Film von Ken Loach ist in jenem nüchtern-realistischen, engagierten Stil inszeniert, der das Gesamtwerk des britischen Regisseurs auszeichnet.“